# Maja Ulanovskaja
Maja Aleksandrovna Ulanovskaja (ryska: Майя Александровна Улановская), född den 20 oktober 1932 i New York, död den 25 juni 2020 i Israel, var en sovjetisk dissident och människorättsaktivist. Hon häktades 1951, satt i sovjetiskt arbetsläger och frigavs 1956. Ulanovskaja emigrerade 1973 till Israel där hon arbetade som bibliotekarie, författare och översättare.

## Biografi
Maja Ulanovskaja föddes i New York. Hennes föräldrar, Alexandr Petrovitj Ulanovskij (1891–1971) och Nadezjda (Ester) Markovna Ulanovskaja (1903–1986) var stationerade där som spioner åt Sovjetunionens underrättelsetjänst GRU.
1948–1949 blev föräldrarna arresterade i Sovjetunionen på politiska grunder. Föräldrarna citerades i Aleksandr Solzjenitsyns GULAG-arkipelagen.
1949 gick Maja Ulanovskaja ut skolan och började studera vid Moskvas institut för livsmedelsindustri. Där anslöt hon sig till en underjordisk anti-stalinistisk oppositionsgrupp tillsammans med andra studenter.
I januari och februari 1951 arresterade MGB (Ministeriet för statens säkerhet) Ulanovskaja och 15 andra  gruppmedlemmar. Hon dömdes i februari 1952 av Militärkollegiet vid Sovjetunionens högsta domstol till 25 års straffarbete i Ozerlag som var ett arbetsläger inom det sovjetiska GULAG-systemet för politiska fångar. I februari 1956 kortades straffet till fem år och hon erhöll amnesti och frigavs.
Under 1960– och 1970–talen arbetade Ulanovskaja på biblioteket vid Institutet för vetenskaplig information om samhällsvetenskap vid Ryska vetenskapsakademin (INION RAN) i Moskva. Hon deltog i rörelsen för mänskliga rättigheter genom att bland annat skriva ut samizdat och förmedla information till utlandet.
1973 emigrerade Ulanovskaja tillsammans med sin mor, man och son till Israel. Hon arbetade vid Nationalbiblioteket i Jerusalem. Hon översatte till ryska böcker från engelska, hebreiska och jiddisch. Tillsammans med sin mor skrev Ulanovskaja The Family Story som täcker historien om flera generationer i släkten.
1989 fick Ulanovskaja återupprättelse av högsta domstolen i Sovjetunionen med motiveringen brist på bevis samt corpus delicti.